# Дибона, Анджело
Андже́ло Дибо́на (итал. Angelo Dibona; 7 апреля 1879 года, Кортина-д’Ампеццо, Италия — 21 апреля 1956 года, Кортина-д’Ампеццо, Италия) — итальянский горный гид, альпинист и инструктор по горным лыжам. Получил известность как пионер восхождений по сложным маршрутам в Доломитовых Альпах в начале XX века. Также совершил несколько примечательных восхождений в других регионах Альп. В общей сложности совершил около 70 первопрохождений. В честь него названа вершина Эгюий-Дибона высотой 3130 метров над уровнем моря в горном массиве Дез-Экрен во Франции, а также башня Дибона на пике Попена в Италии.

## Биография
Анджело Дибона родился в Кортина-д’Ампеццо, Италия, 7 апреля 1879 года в семье Луиджи Дибона и Венеранды Димаи. Дед Анджело по материнской линии, Анджело Димаи (1819—1880), был горным гидом и работал с известным австрийским альпинистом Паулем Громанном, совершив с ним несколько первых восхождений в Доломитовых Альпах.
Дибона обучался в начальной школе в Кортина-д’Ампеццо, затем в поступил в школу искусств Кортины. Однако вскоре он забросил обучение, и до 1900 года успел побыть пастухом, ювелиром и извозчиком. В 1900 году Дибона поступил на службу в пехотный корпус Кайзерйегер в Инсбруке, в котором пробыл до 1903 года.
С 1907 года Дибона работал горным гидом, сопровождая альпинистов и совершая восхождения в Альпах.
В 1910 году Анджело Дибона женился на Анджелине де Занна. У Анджело и Анджелины было шесть детей.
В 1911 году Анджело Дибона, Целестино де Занна и Бортоло Барбария стали первыми в Кортина-д’Ампеццо инструкторами по горным лыжам.
Во время Первой мировой войны Дибона был вновь призван в Кайзерйегер. Участвовал в сражениях при Изонцо, Мангарте, Ортлесе и Пресанелле на стороне Австро-Венгрии. Затем был переведён в Валь-Гардену, где выполнял роль инструктора и военного проводника. После окончания Первой мировой войны продолжил работу горным гидом.
Анджело Дибона умер 21 апреля 1956 года в Кортина-д’Ампеццо в возрасте 77 лет.

## Альпинистская карьера

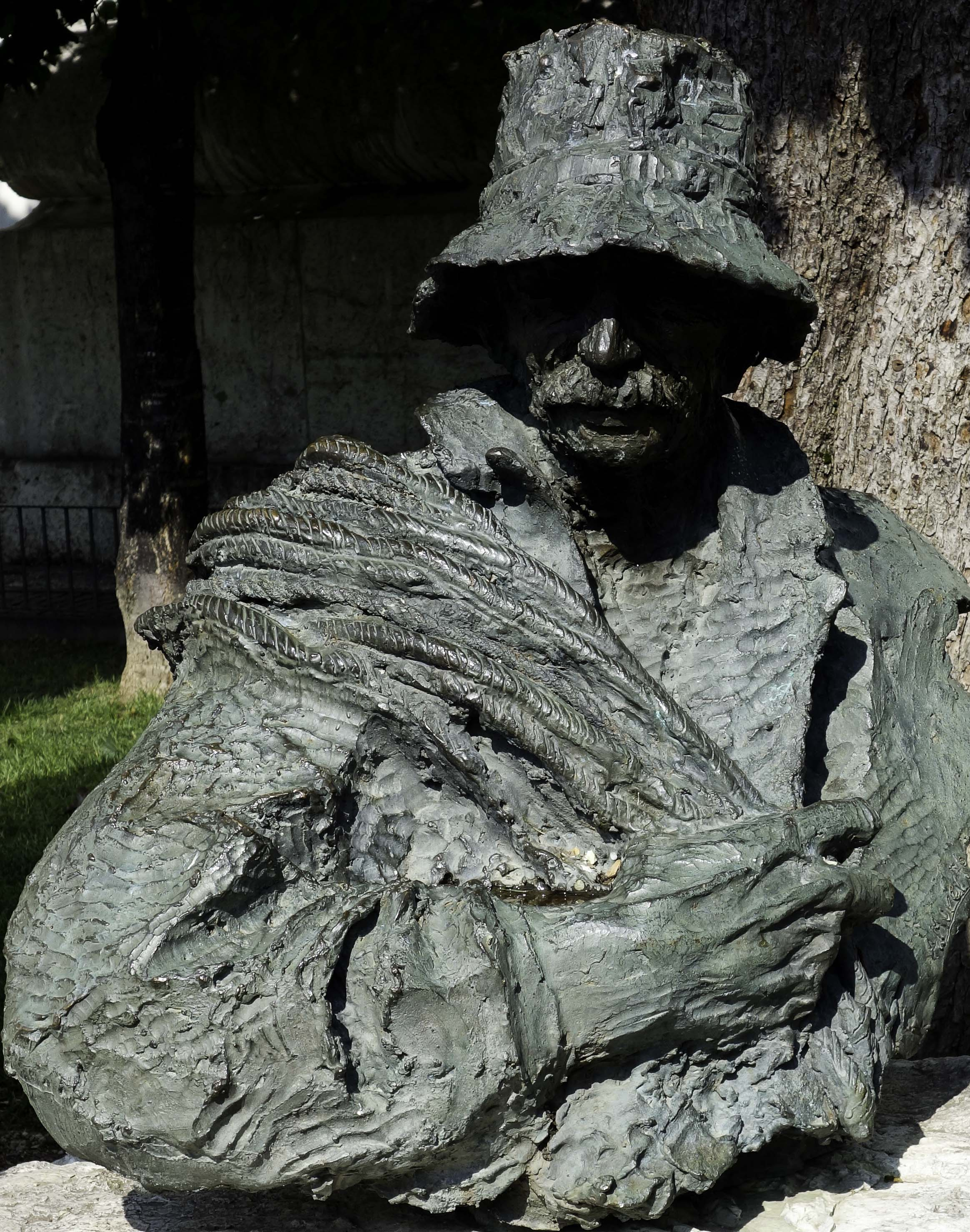
Памятник Анджело Дибоне в Кортина-д’Ампеццо

Анджело Дибона был одним из сильнейших альпинистов своего времени и пионером первопрохождений сложных маршрутов в Доломитах в начале XX века. За свою карьеру горного гида он совершил около 70 первопрохождений, многие из которых не только имели максимальную сложность для своего времени, но и сейчас считаются очень сложными и имеют категории сложности IV и более по классификации UIAA. Современники отмечали, что Анджело Дибона умел мгновенно оценивать маршрут и видеть его ключевые точки, обладал незаурядной физической силой и техникой. Дибона был приверженцем «чистого стиля» в альпинизме (основоположником которого является австрийский альпинист Пауль Пройс) там, где это было возможно («чистый стиль» подразумевает восхождения на вершины без вспомогательного альпинистского снаряжения, в частности, без использования искусственных точек опоры или страховки). Анджело использовал минимальное снаряжение на очень сложных маршрутах, либо по требованиям клиентов, которых он сопровождал как гид.
В 1903 году Дибона подал первую заявку на получение лицензии горного гида. В течение двух последующих лет его заявки отклонялись, и только в 1905 году Дибона официально появился в списке гидов в статусе портера. А 22 июля 1907 года, после прохождения трёхнедельного курса в Филлахе, он получил лицензию горного гида.
Сразу же после получения лицензии горного гида Анджело Дибона совершил первое сложное восхождение на вершину Торре-Лео в массиве Кадини-ди-Мисурина совместно с альпинистом Йоханом фон Пауэром. В этом же году Анджело Дибона совершил ряд непростых восхождений с будущим королём Бельгии Альбертом на вершины Пунта-Фиамес, Чима-Пиколла и Чима-Овест-ди-Лаваредо в горном массиве Тре-Чиме-ди-Лаваредо.
В 1908 году Дибона начал череду первопрохождений, которая продолжалась вплоть до Первой мировой войны. 11 августа 1908 года Дибона, совместно с Агостино Верзи и англичанами Эдвардом Альфредом Бруном и Хансоном Келли Корнингом, совершил первопроход западной стены вершины Рода-ди-Ваэль (протяжённостью 350 метров, III и IV категории сложности с элементами V+ ближе к концу). Через 9 дней, 20 августа 1908 года, эта же четвёрка совершила сложное восхождение на Восточную Башню горного массива Латемар, пройдя 600-метровый маршрут категории сложности V+. В этом же году Дибона совершил первое восхождение (одновременно ставшее первым одиночным восхождением) на башню Дибона (названную в его честь) на пике Попена в Италии по маршруту V+ категории сложности.
В 1909 году Дибона начал сотрудничество с австрийскими альпинистами братьями Максом и Гуидо Майерами и итальянским гидом Луиджи Рицци. Их четвёрка на ближайшие годы стала одной из самых успешных связок альпинистов в Европе. В 1909 году они прошли в общей сложности восемь новых маршрутов в Секстенских Доломитах и на Мармоладе, включая серьёзные маршруты по северной стене вершины Торре-Фискалина и по северному ребру вершины Гран-Вернел. Также в этом году Анджело Дибона прошёл новый маршрут по северо-восточному ребру на самую высокую вершину массива Тре-Чиме-ди-Лаваредо IV категории сложности.

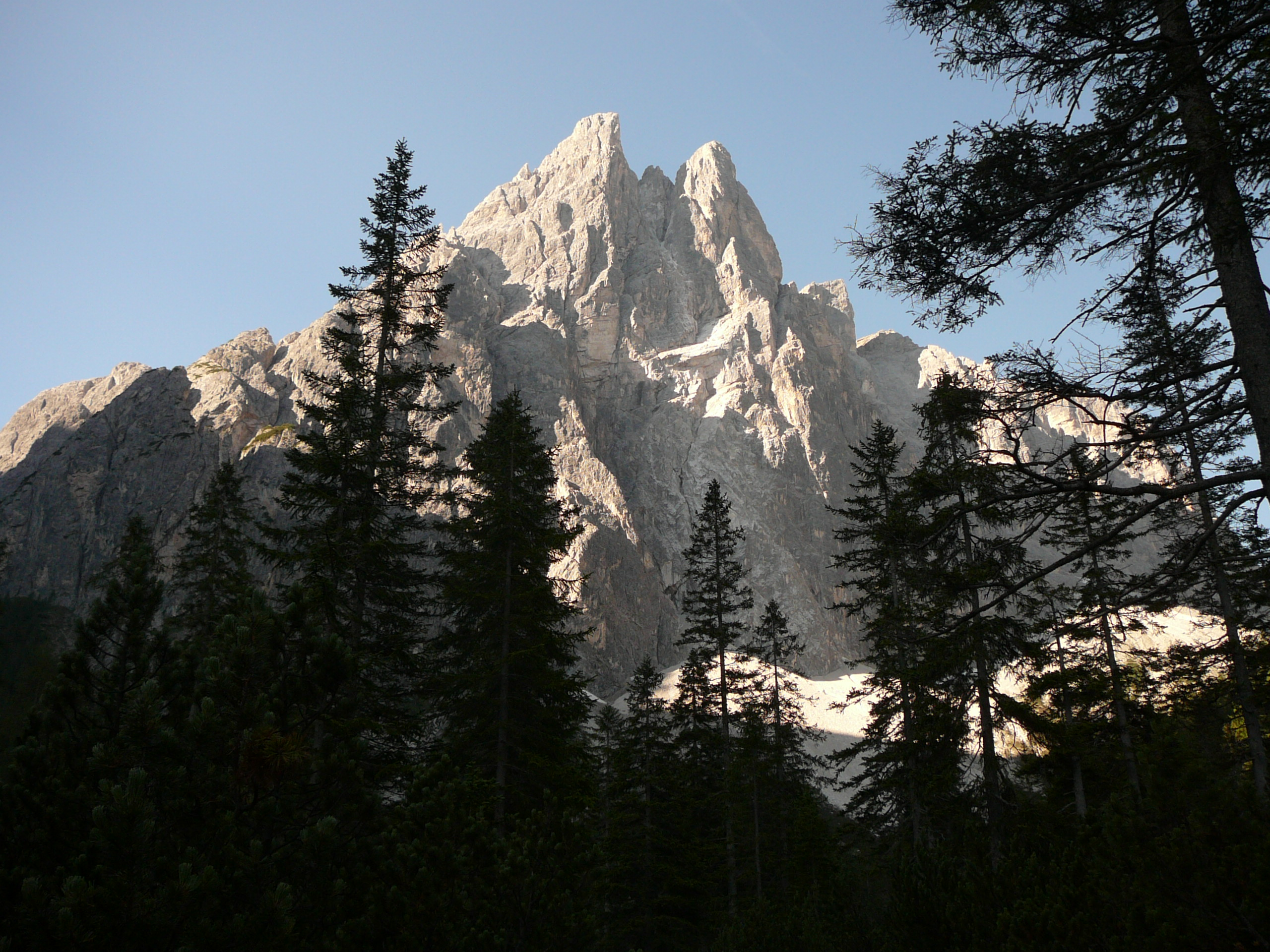
Чима-Уно

В 1910 году Дибона совершил девять первопрохождений новых маршрутов совместно с братьями Майер и Рицци. Одним из самых примечательных маршрутов, который они прошли, было восхождение по северной стене вершины Чима-Уна, которая на тот момент оставалась одной из самых сложных непройденных стен в Доломитах. Маршрут представляет собой 800 метров вертикальной стены и оценивается сейчас на V/V+ категории сложности. Также ими был пройдены маршруты на Иннеркофлер, который сам Дибона считал более сложным, чем восхождение на Чима-Уна, северную стену Кро-дель-Альтиссимо в горном массиве Брента по маршруту V+/VI категории сложности с использованием всего трёх крючьев на 700-метровой стене, и маршрут IV+ категории сложности по западной стене южного пика в массиве Крода-дей-Тони.
1911 год принёс связке Дибона-Майер-Майер-Рицци ещё 10 новых первопрохождений. Среди них особо выделялся новый маршрут по северной стене вершины Сассолунго, пройденный 21 июля 1911 года — более 1000 метров вертикального лазания с элементами V+ категории сложности. В середине августа они прошли новый маршрут на вершину Лалидерванд, который Дибона считал, наряду с восхождением на Иннеркофлер, одним из самых двух сложных маршрутов, которые он когда-либо проходил. Ввиду плохой погоды, им пришлось провести ночь на платформе на стене. В общей сложности, восхождение заняло 21 час, за которые они прошли 1400 метров стены по маршруту IV/V категории сложности с использованием минимума снаряжения. Гуидо Майер назвал это маршрут «наиболее сложным в Альпах». Также в 1911 году они прошли новые маршруты на Монте-Попера, Чима-Попера (оба протяжённостью 700 метров, IV/V категории сложности), и Крода-Росса-ди-Сесто (1000 метров, IV+ категория сложности; в этом восхождении также принимал участие портер Игнац Шранцхофер).
В 1912 году Дибона, братья Майер и Рицци обратили своё внимание за пределы Доломитовых Альп и посетили Альпы Дофине, где совершили первопроход по южной, самой сложной стене вершины Мейже в массиве Дез-Экрен во Франции (маршрут протяжённостью 1300 метров, V+ категория сложности). Первую попытку пройти эту стену предпринимали ещё братья Отто и Эмиль Зигмонди и Карл Шульц в 1885 году, но она закончилась неудачно: маршрут пройти не удалось, а Эмиль погиб.

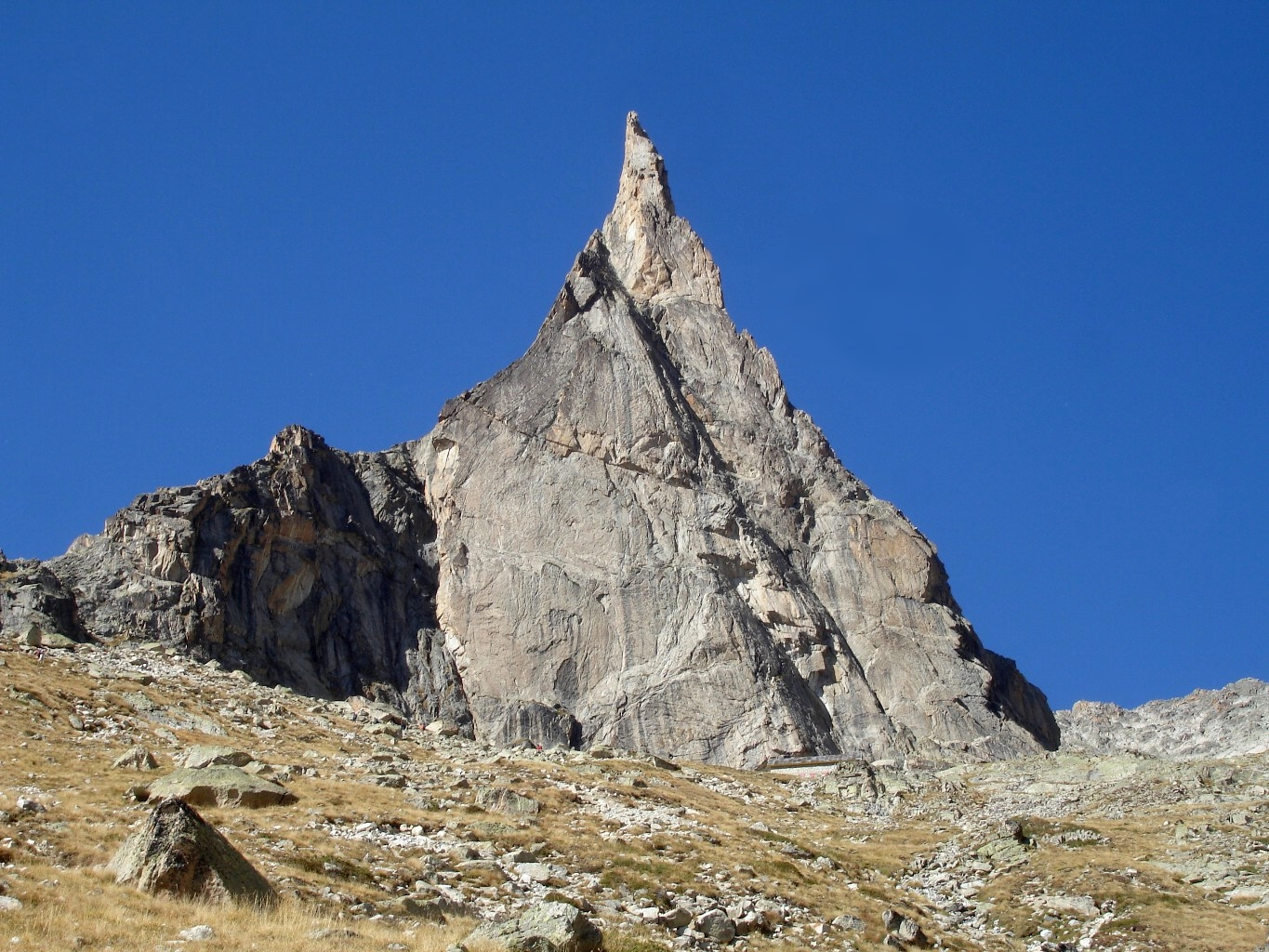
Эгюий-Дибона

В 1913 году четвёрка распалась — с Дибона остался только Гуидо Майер. Вдвоём они продолжили восхождения в Альпах Дофине и на Монблане. 27 июня 1913 года они совершили первое восхождение на вершину Пэн-дю-Сукр. Впоследствии, вершина была переименована в честь Дибона и стала носить название Эгюий-Дибона. 1 июля 1913 года ими был пройден новый маршрут по северному ребру на центральную вершину массива Л'Элефруад (протяжённостью 800 метров, IV категория сложности). Также в Альпах Дофине они прошли новый маршрут по северо-западной стене вершины Дом-де-неж-дез-Экрен (V категория сложности). Затем Дибона и Гуидо переместились на Монблан, где также совершили несколько первопрохождений, включая новый маршрут, пройденный 23 августа 1913 года, по северо-восточному гребню на вершину Дан-дю-Рекюн (маршрут ныне носит название маршрут Дибона-Майера).
Первая мировая война прервала занятия альпинизмом для Анджело Дибона. После возвращения со фронта, он продолжил работать как горный гид и инструктор по горным лыжам, но снизил активность по первопрохождениям сложных маршрутов, совершив в последующие года лишь несколько. Самым заметным из них было восхождение по юго-западной стене вершины Тофана-ди-Розес в 1934 году (протяжённостью 800 метров, IV+ категория сложности). Своё последнее первопрохождение Анджело Дибона совершил в возрасте 65 лет, 28 июля 1944 года по северной стене вершины Пунта-ди-Мичеле.

## Память
На главной площади в Кортина-д’Ампеццо, которая ныне носит имя Анджело Дибона, ему установлен памятник, выполненный итальянским скульптором Аугусто Мурером в 1976 году. В честь Анджело Дибона названы вершина Эгюий-Дибона высотой 3130 метров над уровнем моря в горном массиве Дез-Экрен во Франции, а также башня Дибона на пике Попена в Италии.
Анджело Дибона был помещён в список 10 лучших горных гидов всех времён по версии «The Mountain Encyclopedia».